# Stadion Garbarni przy ul. Barskiej
Stadion Garbarni przy ul. Barskiej (Park Sportowy KS Garbarnia) – stadion piłkarski położony przy ul. Barskiej 73 w Krakowie, w samym centrum Ludwinowa, funkcjonujący w latach 1926–1973,  na którym mecze domowe rozgrywała Garbarnia Kraków.

## Historia
Polskie Zakłady Garbarskie tuż obok własnych zabudowań wybudowały w 1926 roku stadion dla własnej drużyny piłkarskiej – Garbarnia Kraków. Był to obiekt typowo piłkarski z trybunami położonymi w bardzo niewielkiej odległości od pola gry. Trybuny były częściowo zadaszone z miejscami dla dwóch tysięcy widzów. W skład kompleksu wchodził domek klubowy, szatnie z natryskami (co było w tamtych czasach absolutną nowością), kręgielnia oraz korty tenisowe. Całość terenu ogrodzona została wysokim drewnianym parkanem, zwieńczonym napisem Park Sportowy KS Garbarnia. Największą bolączką obiektu był słaby drenaż, co powodowało przewlekłe kłopoty ze stanem murawy.
W kolejnych latach kompleks sportowy był sukcesywnie rozbudowywany. Podczas II wojny światowej obiekt został zajęty przez okupanta i ulegał systematycznej dewastacji. Po zakończeniu wojny został wyremontowany i odrestaurowany, szczególnie dzięki staraniom wówczas działacza, a wcześniej piłkarza Garbarni, Mariana Sycza. Stadion zyskał m.in. odnowioną  krytą trybunę dla czterech tysięcy widzów.

### Historyczny mecz
5 grudnia 1948 roku w bezpośrednim meczu decydującym o tytule mistrza Polski spotkały się na stadionie Garbarni przy ul. Barskiej Cracovia i Wisła Kraków. Rozegranie dodatkowego pojedynku było konieczne ponieważ obydwa zainteresowane zespoły w klasyfikacji ligowej uzyskały taką samą liczbę punktów. W spotkaniu lepsza okazała się drużyna Cracovii, która zdobyła tytuł mistrzowski wygrywając mecz 3:1.

### Zburzenie stadionu
Ostatni mecz na stadionie przy ul. Barskiej Garbarnia rozegrała na początku 1973 roku (było to trzecioligowe spotkanie z GKS Świętochłowice).
Na początku lat 70. władze miasta podjęły decyzję o wybudowaniu na terenach zajmowanych m.in. przez stadion Garbarni nowoczesnego hotelu. Na przełomie lutego i marca przystąpiono do rozbiórki obiektów klubowych. Zabytkowa drewniana trybuna została wysadzona w powietrze przy pomocy dynamitu – fragment drewnianej trybuny oprawiony w ramkę przechowywany jest w klubie. Zabudowania Zakładów Garbarskich również zostały zburzone w początku lat 90. XX wieku, a na ich miejscu wzniesiono osiedle Apartamenty Ludwinów.
Władze miasta obiecały klubowi rekompensatę, ale przez kolejne 17 lat Garbarnia pozbawiona była własnego stadionu. Dopiero w 1990 roku oddano do użytku nowy Stadion przy ul. Rydlówka.